# Parathesis pleurobotryosa
Parathesis pleurobotryosa är en viveväxtart som beskrevs av J. D. Smith. Parathesis pleurobotryosa ingår i släktet Parathesis och familjen viveväxter. Inga underarter finns listade i Catalogue of Life.